# کارگاه بابانوئل
کارگاه بابانوئل (به زبان انگلیسی: Santa's Workshop) یک انیمیشن کوتاه محصول دیزنی به کارگردانی ویلفرد جکسون است که برای نخستین بار در ۱۰ دسامبر ۱۹۳۲ از مجموعه سمفونی احمقانه منتشر شد.